# Râfov
Râfov là một xã thuộc hạt Prahova, România. Dân số thời điểm năm 2002 là 5562 người.